# Jonathan Martins Pereira
Pour les articles homonymes, voir Martins et Pereira.
Pour le footballeur luxembourgeois, voir Christopher Martins Pereira.
Jonathan Martins Pereira, est un footballeur franco-portugais né le 30 janvier 1986 à Bayonne.

## Biographie
Il commence sa carrière dans le club de Tarnos, dans les Landes, puis il part à l'Aviron bayonnais, et se fait recruter par le Racing Club de Lens. Par la suite, Martins Pereira fait ses classes au centre de formation du Racing Club de Lens. 
Après avoir été prêté pour une saison au Amiens SC, il est transféré pour trois saisons à l'AC Ajaccio, évoluant en Ligue 2. Après une première saison délicate en Corse, il se révèle lors de la saison 2008-2009, apportant même offensivement en marquant 2 buts. Durant le mercato hivernal de la saison 2009-2010 il rejoint le FC Nantes pour 2 ans et demi. Au terme de ce contrat, il s'engage avec Guingamp. Le défenseur latéral droit y signe un contrat de deux ans, assorti d'une saison supplémentaire en option. Il ouvre le score lors de la finale de la Coupe de France remportée face à Rennes le 3 mai 2014. 
Malgré sa volonté de rester à Guingamp, il ne trouve pas d'accord avec le club et s'engage, libre, avec l'ESTAC le 30 août 2014 pour un contrat d'un an et deux saisons supplémentaires en cas de montée,. Sa préparation estivale et son début de saison sont tronqués par une blessure aux ischio-jambiers, il ne dispute ainsi que le 4 octobre 2014 son premier match (10e journée, 0-0 face à Valenciennes) sous ses nouvelles couleurs. Incontournable sur le flanc droit troyen, il connait à titre personnel une deuxième ascension en Ligue 1 en 3 ans et figure dans l'équipe type de Ligue 2 aux Trophées UNFP au terme de la saison 2014-2015.
Après avoir résilié son contrat avec Troyes, il signe le 15 décembre 2015 un nouveau contrat de deux ans et demi avec son ancien club de Guingamp.
Le 19 juin 2018, il rejoint le FC Lorient jusqu'en 2020. Gêné par une blessure au mollet, il ne dispute son premier match avec l'équipe bretonne que le 31 mars 2019, en déplacement au FC Metz (défaite 2-1). Rentré en jeu à la 78e minute de jeu à la place de Maxime Etuin, il est victime d'une rechute lors de cette rencontre. Ces douze minutes de jeu resteront les seules disputées par Martins Pereira sous le maillot lorientais.
Le 13 mai 2020, il annonce mettre un terme à sa carrière professionnelle après avoir été déclaré inapte à jouer au foot en février. Il retourne alors à Guingamp pour y être éducateur au centre de formation, tout en passant ses diplômes. Il y est l’adjoint de Fabrice Colleau chez les 17 ans afin d'apprendre le métier.
En juin 2022, il rejoint les rangs de son ancien club formateur RC Lens et prend place comme coordinateur sportif et du recrutement chez les jeunes.

## Carrière
| Saison                | Club                  | Championnat           | Championnat | Championnat | Championnat | Coupe nationale | Coupe nationale | Coupe nationale | Coupe de la Ligue | Coupe de la Ligue | Coupe de la Ligue | Total | Total | Total |
| Saison                | Club                  | Division              | M.          | B.          | P.d.        | M.              | B.              | P.d.            | M.                | B.                | P.d.              | M.    | B.    | P.d.  |
| 2006-2007             | Amiens SC (prêt)      | Ligue 2               | 15          | 0           | 0           | 2               | 0               | 0               | -                 | -                 | -                 | 17    | 0     | 0     |
| Sous-total            | Sous-total            | Sous-total            | 15          | 0           | 0           | 2               | 0               | 0               | 0                 | 0                 | 0                 | 17    | 0     | 0     |
| 2007-2008             | AC Ajaccio            | Ligue 2               | 9           | 1           | 0           | -               | -               | -               | -                 | -                 | -                 | 9     | 1     | 0     |
| 2008-2009             | AC Ajaccio            | Ligue 2               | 26          | 2           | 1           | 4               | 0               | 0               | -                 | -                 | -                 | 30    | 2     | 1     |
| 2009-2010             | AC Ajaccio            | Ligue 2               | 16          | 2           | 1           | 3               | 0               | 0               | 2                 | 0                 | 0                 | 21    | 2     | 1     |
| Sous-total            | Sous-total            | Sous-total            | 51          | 5           | 2           | 7               | 0               | 0               | 2                 | 0                 | 0                 | 60    | 5     | 2     |
| 2010-2011             | FC Nantes             | Ligue 2               | 30          | 1           | 4           | 1               | 0               | 0               | 3                 | 0                 | 0                 | 34    | 1     | 4     |
| 2011-2012             | FC Nantes             | Ligue 2               | 24          | 1           | 0           | 1               | 0               | -               | 2                 | 0                 | 0                 | 27    | 1     | 0     |
| Sous-total            | Sous-total            | Sous-total            | 54          | 2           | 4           | 2               | 0               | 0               | 5                 | 0                 | 0                 | 61    | 2     | 4     |
| 2012-2013             | EA Guingamp           | Ligue 2               | 31          | 0           | 3           | 1               | 1               | -               | -                 | -                 | -                 | 32    | 1     | 3     |
| 2013-2014             | EA Guingamp           | Ligue 1               | 25          | 0           | 0           | 5               | 1               | 0               | 1                 | 0                 | 0                 | 31    | 1     | 0     |
| Sous-total            | Sous-total            | Sous-total            | 56          | 0           | 3           | 6               | 2               | 0               | 1                 | 0                 | 0                 | 63    | 2     | 3     |
| 2014-2015             | ES Troyes AC          | Ligue 2               | 21          | 2           | 0           | 1               | 0               | -               | -                 | -                 | -                 | 22    | 2     | 0     |
| 2015-2016             | ES Troyes AC          | Ligue 1               | 11          | 0           | 2           | -               | -               | 0               | -                 | -                 | -                 | 11    | 0     | 2     |
| Sous-total            | Sous-total            | Sous-total            | 32          | 2           | 2           | 1               | 0               | 0               | 0                 | 0                 | 0                 | 33    | 2     | 2     |
| 2015-2016             | EA Guingamp           | Ligue 1               | 16          | 0           | 3           | 2               | 0               | 0               | -                 | -                 | -                 | 18    | 0     | 3     |
| 2016-2017             | EA Guingamp           | Ligue 1               | 3           | 0           | 0           | -               | -               | 0               | 2                 | 0                 | 0                 | 5     | 0     | 0     |
| 2017-2018             | EA Guingamp           | Ligue 1               | 14          | 0           | 0           | -               | -               | -               | -                 | -                 | -                 | 14    | 0     | 0     |
| Sous-total            | Sous-total            | Sous-total            | 33          | 0           | 3           | 3               | 0               | 0               | 1                 | 0                 | 0                 | 37    | 0     | 3     |
| 2018-2019             | FC Lorient            | Ligue 2               | 1           | 0           | 0           | -               | -               | -               | -                 | -                 | -                 | 1     | 0     | 0     |
| 2019-2020             | FC Lorient            | Ligue 2               | -           | -           | -           | -               | -               | -               | -                 | -                 | -                 | 0     | 0     | 0     |
| Sous-total            | Sous-total            | Sous-total            | 1           | 0           | 0           | 0               | 0               | 0               | 0                 | 0                 | 0                 | 1     | 0     | 0     |
| Total sur la carrière | Total sur la carrière | Total sur la carrière | 242         | 9           | 10          | 20              | 2               | 0               | 10                | 0                 | 0                 | 272   | 11    | 10    |

## Palmarès
- EA Guingamp
  - Vainqueur de la Coupe de France en 2014
- ES Troyes AC
  - Champion de Ligue 2 en 2015